# Elesotis
Elesotis là một chi bướm đêm thuộc họ Noctuidae.